# Ichneumon rubratorius
Ichneumon rubratorius är en stekelart som beskrevs av Müller 1776. Ichneumon rubratorius ingår i släktet Ichneumon och familjen brokparasitsteklar. Inga underarter finns listade i Catalogue of Life.